# سجاد صادقی
سجاد صادقی پژوهشگر روابط بین‌الملل و مجری کارشناس سابق برنامه‌های سیاسی رادیو (سازمان صدا و سیمای جمهوری اسلامی ایران) است.
وی از اردیبهشت ۱۳۹۲ تا خرداد ۱۳۹۸ در معاونت سیاسی صدا و سیما با سمت پژوهشگر ارشد مسائل آمریکا و در رادیو به عنوان مجری-کارشناس مشغول به کار بود.
سجاد صادقی در سالهای ۱۳۹۸، ۱۴۰۱، ۱۴۰۳ و ۱۴۰۴ چندین بار بازداشت و با احکام قضایی به شلاق، زندان، محرومیت از حضور در رسانه، محرومیت از انتشار مطلب در فضای مجازی و محرومیت از تدریس در دانشگاه محکوم شد.
سجاد صادقی از مهر ۱۳۹۳ تا خرداد ۱۳۹۸ مجری کارشناس برنامه‌های زنده سیاسی در رادیو گفتگو و مجری کارشناس برنامه «توافق» بود. این برنامه از نیمه آذر ۱۳۹۵ همزمان از رادیو گفتگو و شبکه افق پخش می‌شد.
سجاد صادقی در سال‌های ۱۴۰۰ و ۱۴۰۱ به عنوان تحلیلگر مسائل بین‌الملل و متخصص مذاکرات هسته‌ای در برنامه‌های سیاسی رادیو تهران حضور داشت.

## بازداشت و محکومیت
سجاد صادقی به دلیل منتشر کردن اطلاعاتی پیرامون دریافت رشوه توسط مسولان جمهوری اسلامی و پنهان‌کاری وزارت اطلاعات در قرارداد نفتی کرسنت در سال ۱۳۹۸ بازداشت و در نهایت به شلاق محکوم شد. او مدتی در بازداشت بود و با شکایت رئیس کمیسیون انرژی وقت مجلس محکوم و حکم ۷۴ ضربه شلاق از تعداد ۲۲۲ شلاق (سه فقره ۷۴ تایی) در تاریخ ۷ تیرماه ۱۳۹۹ اجرا شد.
وی در اعتراضات سال ۱۴۰۱ در تهران بازداشت شد. و پنج‌ماه بعد با قرار تأمین آزاد شد. او مشمول عفو رهبری شد و مدت حبس او تعلیق شد.
سجاد صادقی در ۲۷ شهریور ماه ۱۴۰۳، به دلیل تدوین یک مقاله در زمینه روابط بین‌الملل به زبان انگلیسی توسط نیروهای امنیتی، دستگیر و به بازداشتگاه یکی از نهادهای امنیتی در زندان اوین، منتقل و پس از طی مراحل بازجویی‌ها و تفهیم اتهام اواسط مهر ماه ۱۴۰۳، با تودیع قرار وثیقه آزاد شد. در تاریخ ۱۲ آذر ۱۴۰۳، جلسه دادگاه بدوی رسیدگی به اتهامات سجاد صادقی برگزار شد. بر اساس حکمی که به صورت غیابی توسط شعبه ۲۶ دادگاه انقلاب تهران، به ریاست قاضی ایمان افشاری صادر شد، وی از بابت اتهام «فعالیت تبلیغی علیه نظام» به تحمل یک سال حبس و از بابت اتهام «اجتماع و تبانی به قصد ارتکاب جرم علیه امنیت کشور» به تحمل چهار سال و شش ماه زندان با احتساب ایام بازداشت قبلی محکوم شده است.
سجاد صادقی در ۱۸ دی‌ماه ۱۴۰۳ در حالی که رهسپار سومین سالگرد بکتاش آبتین بود با ضرب و شتم بازداشت شد.
سجاد صادقی در ۴ تیرماه ۱۴۰۴ در بازداشت‌های پس از آتش‌بس میان اسرائیل و جمهوری اسلامی از سوی نهادهای امنیتی در تهران و به دلیل حمایت از نابودی تأسیسات هسته‌ای ایران بازداشت شد.او از مخالفان به‌کارگیری انرژی هسته‌ای حتی به صورت صلح‌آمیز است.

## آثار
کتاب‌ها:
- جنبش اشغال وال استریت.[۲۴]
- تأثیر متقابل نظام سیاسی بر نظام آموزشی ایران: سالهای ۱۳۳۲–۱۳۵۷.[۱]

مقالات:
- الگویابی سخنرانی رؤسای جمهور در سازمان ملل متحد (۱۳۵۹–۱۴۰۳).[۲۵]
- آسیب‌شناسی دانش اکتسابی حاصل از آموزش روابط بین‌الملل ایرانی.[۲۶]
- تاثیرپذیری نظریه‌پردازی روابط بین‌الملل از سیاست خارجی آمریکا: مطالعه موردی مقالات ایرانی ۱۳۹۸–۱۴۰۰.[۲۷]
- نگاه ایرانی به بریکس و تحولات نظام بین‌الملل: رویکردسنجی مقالات علمی-پژوهشی ایرانی در حوزه روابط بین‌الملل.[۲۸]
- رویکردسنجی ادبیات علمی روابط بین‌الملل ایرانی: بررسی مقالات علمی-پژوهشی سال۱۴۰۰.[۲۹]
- نگاه ایرانی به سیاست آسیایی و همسایگی؛ رویکردسنجی مقالات علمی- پژوهشی ایرانی ۱۳۹۸–۱۴۰۱.[۳۰]
- نقش ایالات‌متحده آمریکا درروند تکوین نظریه‌پردازی روابط بین‌الملل: بررسی نظام ارزشی-هنجاری و مطالعهٔ موردی فردگرایی.[۳۱]
- آمریکا و نظریه‌پردازی روابط بین‌الملل.[۳۲]